# Neopomacentrus bankieri
Neopomacentrus bankieri är en fiskart som först beskrevs av Richardson, 1846.  Neopomacentrus bankieri ingår i släktet Neopomacentrus och familjen Pomacentridae. IUCN kategoriserar arten globalt som livskraftig. Inga underarter finns listade i Catalogue of Life.